# 湖北豹药藤
湖北豹药藤（学名：Cynanchum hubeiense）为夹竹桃科鹅绒藤属下的一个种，目前已知仅产于中国湖北省罗田县薄刀峰，数量不足10株。

## 特征
湖北豹药藤的果实略有棱，花序梗较短，花冠裂片平展、卵形、白色至淡红色，茎无叶片状托叶。